# فيليس آن كار
فيليس آن كار (بالإنجليزية: Phyllis Ann Karr)‏ (25 يوليو 1944، أوكلاند في الولايات المتحدة)؛ شاعرة، كاتِبة وروائية أمريكية.